# Noureddine Kachti
Noureddine Kachti, né le 27 octobre 1956 à Berkane et mort le 4 juillet 2010  dans un accident de la route survenu sur l'autoroute Tanger-Kénitra) est un critique de cinéma et réalisateur marocain.

## Biographie
Noureddine Kachti effectue en 1986 un stage de mise en scène cinématographique encadré par la réalisatrice française Liliane de Kermadec pour le film El Jadida. Il effectue aussi un stage de mise en scène pour le film Un amour à Casablanca d'Abdelkader Lagtaâ, un stage d'assistant réalisateur pour le film Je(u) au passé de Mustapha Derkaoui et un stage d'assistant réalisateur pour le film Les 7 Portes de la nuit du même Mustapha Derkaoui. Il reçoit son diplôme de critique en 1988. Il est également diplômé d'histoire.
De 1989 à 1990, il est animateur de films au centre culturel français et de 1989 à 1994 il est animateur de films à la fédération des œuvres laïques (FOL) de Casablanca. Il est membre fondateur de l'association des critiques de cinéma au Maroc et également membre fondateur de l'association culturelle Dar El Wassel à Aïn Sebaâ. Il a également été membre et animateur principal du bureau de ciné-club Cinéma nouveau à Ain Sebaâ. Il a participé à divers festivals de cinéma au Maroc et a ainsi été membre du jury de la presse au festival national du film à Tanger en 1995, membre du jury de la critique de ce même festival national à Marrakech en 2001 et membre du jury du festival international de l'art vidéo de Casablanca en 2001 et 2002.
Il devient enseignant d'audiovisuel à l'école supérieure des beaux-arts de Casablanca en septembre 2000. Il a écrit une centaine d'articles en arabe et en français. Il est membre de la rédaction de la revue cinématographique Ciné-Ma créée en 2004 et, en 2006, il devient membre de la rédaction de la revue Ciné mag.
Il a été attaché de presse pour les films Mona Saber d'Abdelhay Laraki, L'Homme qui brodait des secrets (2002) d'Omar Chraïbi, Un voyage de trop (2002) d'Aziz Salmy, Jawhra (2004) de Saâd Chraibi et Aida (2004) d'Aziz Salmy.
Il meurt le 4 juillet 2010 dans un accident de la route au niveau de Sidi Allal Tazi, alors qu'il revenait du festival du cinéma hispanique de Martil, en direction de Casablanca où il vivait. Les trois autres passagers de la voiture sont l'acteur Imad Saber et son épouse l'actrice Houda Sedki ainsi que le réalisateur et monteur Younes Reggab. Ceux-ci ont survécu, seul Younes Reggab, fils de Mohamed Reggab a été légèrement blessé et transporté dans une clinique de Kénitra. Hachti est enterré le 5 juillet à Casablanca en présence de cinéastes et critiques de cinéma marocains et le directeur du Centre cinématographique marocain, Noureddine Saïl, ainsi que des centaines de personnes.

## Vie privée
Il est marié et père de deux enfants.

## Filmographie

### Réalisateur
- 2007 : Portrait-s, documentaire sur le cinéaste Saâd Chraïbi

### Assistant réalisateur
- L'Homme de paille (1997) de Jamel Belmajdoub
- Mona Saber (2001 ou 2002) d'Abd Elhay Laraki
- La Mission (téléfilm, 2003) d'Adil Fadili
- Les Femmes chikhates (documentaire, 2004) d'Ali Essafi
- Le Sang trahi (téléfilm, 2004) d'Adil Fadili